# 横田正實
横田 正實（よこた まさみ、1938年 - ）は、日本の薬学者（中医学・病院薬学・社会薬学）。学位は薬学博士（東京大学・1976年）。静岡県立大学名誉教授。名の「實」は「実」の旧字体のため、新字体で横田 正実（よこた まさみ）とも表記される。
静岡薬科大学薬学部助教授、静岡県立大学薬学部教授などを歴任した。

## 概要
中医学を専攻する薬学者である。また、後年は病院薬学や社会薬学も専攻していた。当時の日本では数少ない漢方薬や中医学の研究者として、当該領域に新しい研究分野を開拓したことで知られている。トリカブト属の強心成分であるヒゲナミンの分離に成功し、その構造を特定したことで知られている。また、ヒゲナミンの命名のきっかけになったとする俗説も知られていた。後進の育成に努め、静岡薬科大学、静岡県立大学などで教鞭を執った。

## 来歴

### 生い立ち
1938年（昭和13年）に生まれた。太平洋戦争の戦火の中を生き延びる。後年に「トリカブト根中の強心成分に関する研究」と題した博士論文を執筆した。その結果、東京大学より1976年（昭和51年）7月14日に薬学博士の学位が授与された。

### 薬学者として
静岡県により設置・運営される静岡薬科大学に採用され、1961年（昭和36年）4月に薬学部の助手として着任した。1968年（昭和43年）6月、静岡薬科大学の薬学部にて講師に昇任した。薬学部においては、薬剤製造学教室を受け持った。1980年（昭和55年）4月、静岡薬科大学の薬学部にて助教授に昇任した。薬学部においては、附属漢方薬研究施設を受け持った。なお、1983年（昭和58年）に中華人民共和国の北京中医研究院中薬研究所に留学した。
その後、静岡県により静岡県立大学が新設されることになり、1987年（昭和62年）にそちらの薬学部に異動した。薬学部においては、引き続き附属漢方薬研究施設を受け持った。また、1987年（昭和62年）に中華人民共和国の浙江省中医薬研究所に留学した。1996年（平成8年）4月、静岡県立大学の薬学部にて教授に昇任した。薬学部においては、新たに開設された病院・社会薬学研究室を主宰した。また、大学院においては、薬学研究科の教授も兼務していた。なお、1999年（平成11年）には中華人民共和国の北京中医研究院中薬研究所に再び留学した。
2004年（平成16年）3月31日、静岡県立大学を退職した。その後、これまでの功績が評価され、静岡県立大学より名誉教授の称号が授与された。

## 研究

横田らが特定したヒゲナミンの構造式

専門は薬学であり、特に中医学などの分野について研究していた。当時の日本では数少ない漢方薬と中医学の研究者の一人とされている。日本における漢方薬や中医学の領域にて新しい研究分野を切り開き、多様な研究を展開してきた。さらに、北京中医研究院中薬研究所や浙江省中医薬研究所との共同研究も展開していた。また、静岡県立大学と浙江省医学科学院との交流協定の締結にも尽力してきた。
トリカブト属の研究に取り組んでおり、博士論文もトリカブト属の強心成分について論じたものである。小菅卓夫らとともに、トリカブト属の強心成分であるヒゲナミンの分離に成功し、その構造を特定した。
また、後年になって病院薬学や社会薬学も専攻していた。静岡県立大学に対して医療機関での実習を導入したことで知られる。大学院の薬学研究科においては博士前期課程に臨床薬学実習を導入すべく尽力し、薬学部においても病院薬局実習の導入に力を注いだ。また、静岡県立大学だけでなく、東海地方で薬学教育を行う他大学に対しても医療機関での実習を推進した。東海地区薬学部学生病院・薬局実習に関する協議会においては、1997年度（平成9年度）から2001年度（平成13年度）まで委員を務めており、2000年度（平成12年度）には会長にも就任するなど、東海地方の薬学教育の発展に尽くした。

## 人物
容姿
立派な髭を蓄えている。薬学者の小菅卓夫は、横田について「美しい髭をたくわえている」と評している。
ヒゲナミンの命名理由
「higenamine」の命名理由について、横田が髭を蓄えていたから「ヒゲナミン」と名付けたという俗説がある。ただし、横田とともに研究していた小菅卓夫は、この説を否定している。小菅によれば、生物活性の高いアミンという意味で命名したと聞いており、本来は「ハイゲナミン」という意図だったとしている。また、命名者については、当時アドバイスをもらっていた薬学者の岡本敏彦が「higenamine」と名付けたと述べている。
趣味・特技
静岡県立大学のサークル活動においては、学生たちが結成した漢方薬研究部にて顧問を務めていた。

## 略歴
- 1938年 - 誕生[5]。
- 1961年 - 静岡薬科大学薬学部助手[1]。
- 1968年 - 静岡薬科大学薬学部講師[1]。
- 1980年 - 静岡薬科大学薬学部助教授[1]。
- 1987年 - 静岡県立大学薬学部助教授[1]。
- 1996年 - 静岡県立大学薬学部教授[1]。
- 2004年 - 静岡県立大学退職[8]。
- 2004年 - 静岡県立大学名誉教授。

## 著作

### 単著
- 横田正實著『漢方健康法』静岡新聞社、1998年。ISBN 4783812691

### 共著
- 横田正実・杉山清共著『中国伝統医学のあらまし――漢方入門への近道』気血水研究会、1994年。NCID BB23672199
- 横田正実・杉山清共著『的確な方剤選択のための臓腑弁証』気血水研究会、1996年。NCID BB23659441

### 註釈
1. ↑  薬学博士の学位は、1991年7月1日以降の博士（薬学）の学位に相当する。
2. ↑  静岡薬科大学は、静岡女子大学、静岡女子短期大学と統合され、1987年に静岡県立大学が設置された。
3. ↑  浙江省医学科学院は、旧杭州医学院と統合され、2019年に新杭州医学院が設置された。

## 関連人物
- 小菅卓夫
- 杉山清